# Rijeka Open 2008
Il Rijeka Open 2008 è stato un torneo di tennis facente parte della categoria ATP Challenger Series nell'ambito dell'ATP Challenger Series 2008. Il torneo si è giocato a Fiume in Croazia dal 5 all'11 maggio 2008 su campi in terra rossa e aveva un montepremi di $30 000+H.

## Vincitori

### Singolare
Nicolás Massú ha battuto in finale  Christophe Rochus con il punteggio di 6–2 6–2

### Doppio
Dusan Karol /  Jaroslav Pospíšil hanno battuto in finale  Alex Kuznetsov /  Dick Norman con il punteggio di 6–4 6–4